# لاحقة
اللاحقة، وتسمى المزيد المؤخر والكاسِعة (والكسع مصدر والكواسع جمع) هي لاصقة تزاد بعد كلمة لتحويل مبناها وتغيير معناها.

## حواش
1. ↑  لاحقة: مزيد مؤخر؛ پساوند - لغت نامه دهخدا نسخة محفوظة 6 أبريل 2020 على موقع واي باك مشين.
2. ↑  حسن سعيد الكرمي (1999)، المغني الأكبر: معجم اللغة الإنكليزية الكلاسيكية والمعاصرة والحديثة إنكليزي عربي موضح بالرسوم واللوحات الملونة (بالعربية والإنجليزية) (ط. 2)، بيروت: مكتبة لبنان ناشرون، ص. 1398، OCLC:1039055899، QID:Q117808099
3. ↑  نظريات ثنائية الجذور العربية نسخة محفوظة 02 أغسطس 2017 على موقع واي باك مشين.